# Mean Machine (equipo de vela)
Mean Machine es el nombre de los yates y del equipo de regatas del hombre de negocios holandés Peter de Ridder.
Peter de Ridder es el armador y patrón del equipo Mean Machine, que en su dilatada historia ha contado con algunos de los regatistas más importantes del mundo, como los neozelandeses Tom Dodson y Ray Davies, el holandés Dirk de Ridder o el británico Jules Salter.

## Historia
El equipo Mean Machine comenzó su andadura en 1985, con un yate de la clase One Ton, con el que Peter de Ridder y una tripulación prácticamente amateur lograron una sexta plaza en el Campeonato del mundo de la clase, disputado en la isla española de Mallorca.

## Yates
En otoño de 2007 el equipo finalizó la construcción de un Farr 40 en el astillero Watercraft Inc Shipyard, que hizo el número 21 de esta prolífica saga de embarcaciones de competición. 
En 2008 botaron en Valencia el número 22 del equipo Mean Machine, un Transpac 52, que remplazó a la unidad con la que los de Peter de Ridder ganaron el Circuito Audi MedCup en 2006.

## Resultados
Desde aquel primer momento de 1985 hasta nuestro días el Mean Machine ha anotado diversos títulos mundiales y continentales entre los que destacan la victoria con el equipo de Países Bajos en la Admiral’s Cup de 1999 y los circuitos Audi MedCup y Breitling MedCup de 2006.

## Imagen
El equipo ha llamado la atención durante años debido a sus señas de identidad: el casco de las embarcaciones Mean Machine han sido en los últimos años de color negro, con llamas de color rosa en su proa.